# Погана астрономія
«Погана астрономія: Розкриття помилок та зловживань, від астрології до місячної змови» (англ. Bad Astronomy: Misconceptions and Misuses Revealed, from Astrology to the Moon Landing "Hoax") — це документальна книга американського астронома Філа Плейта, також відомого під прізвиськом «Поганий Астрономом». Книга була опублікована в 2002 році і стосується різних поширених помилок про космос і астрономію.
Книга отримала загалом схвальні відгуки в астрономічній спільноті і стала першим томом серії «Погана наука» від John Wiley & Sons.

## Огляд
Натхненна однойменним веб-сайтом автора, книга намагається дослідити двадцять чотири поширені астрономічні помилки та пояснити науковий консенсус щодо цих питань.
У книзі пояснюється та виправляється багато уявлень про космос, які, на думку Плейта, є помилковими, але тим не менш часто зображуються в популярних фільмах. Плейт також присвячує велику частину книги розвінчанню теорії місячної змови і пояснює, чому астрологію не слід сприймати серйозно. Частина книги описує припливні сили Місяця, розтлумачує ефект Коріоліса, Великий вибух, пояснює, чому небо блакитне.
Багато тем і аргументів книги також можна знайти на сторінці Плейта в блозі журналу «Slate», але в книзі Плейт досліджує їх більш глибоко. Він стверджує, що книга покликана розвінчати популярні міфи, а також описати науку в легкій для розуміння формі.

## Відгуки
Тормод Гулдвог пише у своїй рецензії на книгу, що «Це справді перлина, коли мова йде про викладання речей про звичайні астрономічні явища. Плейт обговорює поширені способи, якими погана астрономія поширюється в ЗМІ, у школі та, передусім, в нашій свідомості».
Рецензуючи «Погану астрономію» для Національної асоціації вчителів природничих наук, Дебора Теушер, директорка Планетарію Пайка, похвалила цю роботу як «цікаву, точну та цікаву для читання», рекомендувавши книгу як джерело інформації для вчителів природничих наук, непрофесіоналів, які цікавляться наукою, а також учнів середніх шкіл і студентів коледжів як доповнення до курсів астрономії.
Publishers Weekly дав загалом схвальний огляд, заявивши про заплановану серію «Погана наука» від John Wiley & Sons, що «якщо кожна книга в цій серії така ж цікава, як книга Плейта, хороша наука може мати шанс на успіх серед американської публіки».
У квітневому огляді журналу UniSci «Daily University Science News» також схвалили «Погану астрономію» як «ідеальний супровід для Міжнародного дня астрономії (20 квітня)» і процитували автора, який заявив, що «небезпечно бути необізнаним у науці. Наше життя та наші засоби до існування залежать від цього».
В огляді «Sky & Telescope» за жовтень 2002 року Бад Садлер похвалив «Погану астрономію» за її гумор, «легко зрозумілі пояснення» та «прості демонстрації», які пояснюють те, що він назвав «найбільш кричущими прикладами» астрономічних помилок.

## Зміст

### Погана астрономія починається вдома
Частина I книги, «Погана астрономія починається вдома», зосереджена на прикладах астрономічних помилок, які зазвичай пов'язані з домом чи класом, таких як здатність яйця стояти у вертикальному положенні в рівнодення, ефект Коріоліса і його вплив на напрямок вихору в побутовій сантехніці та астрономічні неточності, властиві звичайній англійській мові, такі як «темний бік Місяця» (англ. dark side of the Moon) та «світлові роки попереду» (англ. light years ahead).

### Від Землі до Місяця

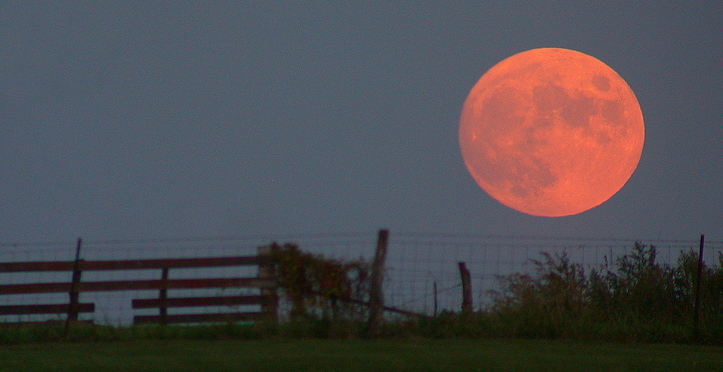
«Ілюзія Місяця»

Частина II книги «Від Землі до Місяця» присвячена орбіті та атмосфері Землі та Місяцю. Автор розглядає, як розсіювання світла призводить до того, що небо виглядає блакитним, та пояснює вплив нахилу земної осі на пори року. Обговорено «ілюзію Місяця», через яку Місяць виглядає більшим, коли він ближче до горизонту.

### Небо вночі велике та яскраве
Частина III, «Небо вночі велике та яскраве», зосереджена на спостереженні за об'єктами, розташованими далі, ніж Місяць. Вона включає оптичний ефект «мерехтіння» під час споглядання деяких зір, яскравість і колір зір, спостереження метеорів та астероїдів, використання астрономічних спостережень для вивчення початку Всесвіту. Розділ Плейта про метеори та астероїди заглиблюється в терміни та відмінності та пояснює, наприклад, «чому малі метеори холодні, а не гарячі, коли вони стикаються з землею».

### Штучний інтелект

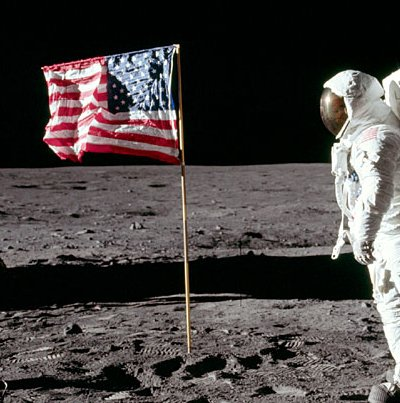
Американський прапор на Місяці, форма і рух якого прихильникам теорії місячної змови здаються неправдоподібними

Частина IV, «Штучний інтелект», спроби розглянути різні теорії змови та альтернативні погляди на світ, включно з теорією місячної змови, молодоземельним креаціонізмом, книгу Іммануїла Великовського «Зіткнення світів» (у якій стверджується, Венера колись була частиною Юпітера), повідомлення про непізнані літаючі об'єкти та віру в астрологію. У розділі «Приголомшений Аполлоном» Плейт розглядає різні аспекти теорії місячної змови та порівнює її твердження з основними законами фізики. Тихоокеанське астрономічне товариство включило розділ 17 «Приголомшений Аполлоном» у список ресурсів, заявивши, що це «хороша амуніція для розвінчання пункт за пунктом думки про те, що НАСА ніколи не літало на Місяць». У розділі «Неправильно ідентифіковані літаючі об'єкти» Плейт обговорює різні способи, якими камери інколи спотворюють зображення, які потім люди можуть помилково приймати за НЛО. У розділі, присвяченому астрології, розглядається ця тема та пояснюється, «чому астрологія не працює».

### Телепортуй мене вгору
Частина V, «Телепортуй мене вгору» (англ. Beam Me Up, з відсилкою до популярної фрази із «Зоряного шляху»), досліджує додаткові теми, такі як поширені помилкові уявлення щодо космічного телескопа Габбла та його фінансування, компаній, які дають назви зорям, а також астрономічні міфи та неточності, які підтримує Голлівуд. В цьому розділі наведено «Десять найпопулярніших прикладів поганої астрономії у великих кінофільмах».

## Продовження
«Погана астрономія» була першим томом запланованої серії «Погана наука», виданої John Wiley & Sons. Другий том, «Погані ліки» Крістофера Ванджека, був опублікований у 2003 році і став останнім у цій серії.
У 2008 році Плейт опублікував другу книгу з астрономії, «Смерть з небес!», в якій він дослідив різні способи, якими людство може загинути через астрономічні явища.